# Liste der Kulturgüter in Niederhelfenschwil
Die Liste der Kulturgüter in Niederhelfenschwil enthält alle Objekte in der Gemeinde Niederhelfenschwil im Kanton St. Gallen, die gemäss der Haager Konvention zum Schutz von Kulturgut bei bewaffneten Konflikten, dem Bundesgesetz vom 20. Juni 2014 über den Schutz der Kulturgüter bei bewaffneten Konflikten sowie der Verordnung vom 29. Oktober 2014 über den Schutz der Kulturgüter bei bewaffneten Konflikten unter Schutz stehen.
Objekte der Kategorien A und B sind vollständig in der Liste enthalten, Objekte der Kategorie C fehlen zurzeit (Stand: 1. Januar 2023).

## Kulturgüter
| Foto |                                                                                        | Objekt                                                      | Kat. | Typ | Standort                                | Beschreibung |
| ---- | -------------------------------------------------------------------------------------- | ----------------------------------------------------------- | ---- | --- | --------------------------------------- | ------------ |
| ja   | Datei hochladen · Wikidata zu Katholische Pfarrkirche St. Johannes Baptist (Q29523877) | Katholische Pfarrkirche St. Johannes Baptist KGS-Nr.: 08205 | A    | G   | Dorf 731792 / 259840                    |              |
| ja   | Datei hochladen · Wikidata zu Schloss Zuckenriet (Q8074984)                            | Schloss Zuckenriet KGS-Nr.: 08206                           | A    | G   | Zuckenriet, Schloss 276 729994 / 261197 |              |
| ja   | Datei hochladen · Wikidata zu Kobesenmühle (Q29786701)                                 | Kobesenmühle KGS-Nr.: 14047                                 | B    | G   | Kobesenmüli 60, 60.1 732377 / 259528    |              |